# Стадіон Погоні
«Стадіон Погоні Львів» (пол. Stadion Pogoni Lwów) — нині неіснуючий багатофункціональний стадіон у Львові, відкритий 1913 року. Вміщував бл. 10 тисяч глядачів. Був домашньою ареною футбольного клубу «Погонь», чотириразового чемпіона Польщі (1922, 1923, 1925 і 1926).
Також на стадіоні відбулися перші два чемпіонати Польщі з легкої атлетики (1920 і 1921 року). 1938 року стадіону було надано ім'я Маршала Польщі Едварда Ридза-Сміглого (пол. Park Sportowy im. Marszałka Polski Edwarda Śmigłego-Rydza). Під час Другої світової війни навколо стадіону почали будувати казарми і до кінця 1940-х стадіон було ліквідовано. На його місці тепер розташована військова частина, де базується 80-та окрема десантно-штурмова бригада, а на місці поля — показовий плац.

## Історія
Клуб «Погонь», що виник у 1904 році, спершу не мав власного осередку і з 1908 року винаймав майданчик на велодромі, що належав Львівському клубові циклістів і моторовців (пол. Lwówski Klub Cyklistów i Motorowców, LKSiM) і прилягав до верхньої частини Стрийського парку з півдня. (1911 року на його території збудували український «Стадіон Сокола-Батька»). Зрештою клуб домігся від магістрату дозволу на будівництво стадіону на фільварку Боднарівка при теперішній вулиці Стрийській. Відкриття стадіону відбулося 1 травня 1913 року, а в першому матчі зіграли «Погонь» та «Краковія» (3:1).
У 1920—1921 роках було облаштовано легкоатлетичну доріжку, на що виділив кошти Польський Олімпійський комітет. Було розширено трибуни і видовжено поле. 1930 року з'явилася огорожа. У червні 1923 року навпроти відкрили «Стадіон Чарних», іншого львівського клубу.
В 1920-х «Погонь» була одним із видних представників польського футболу, чотири рази вигравши чемпіонат країни. На стадіоні відбувалися матчі проти іноземних команд (зокрема, 1934 року «Погонь» обіграла «Мілан» 5:3). Під час святкування 15-ї річниці клубу на стадіоні відбувся матч із реґбі — поляки проти французів.
У 1932—1933 роках на стадіоні проводили реконструкційні роботи, зокрема було оновлено трав'яне покриття. Ґрунтовну реорганізацію об'єкта планували здійснити в 1938—1939 роках до 35-річчя існування клубу, але через початок Другої світової встигли розпочати тільки будівництво нового тренувального футбольного поля.
Восени 1939 року Львів окупувала радянська армія, всі спортивні товариства було розпущено. Стадіон «Поґоні» зайняли військові, на його території планували будувати казарми. Німецька окупація перервала ці плани, але до них повернулися у другій половині 1940-х років. До збудованих казарм перенесли зі Стрийського парку 5-й мотострілецький полк, автомобільну бригаду. Територію футбольного поля було заасфальтовано, облаштовано плац для стройової підготовки.